# 拜拉克 (哈爾科夫區)
50°2′41″N 36°26′9″E / 50.04472°N 36.43583°E

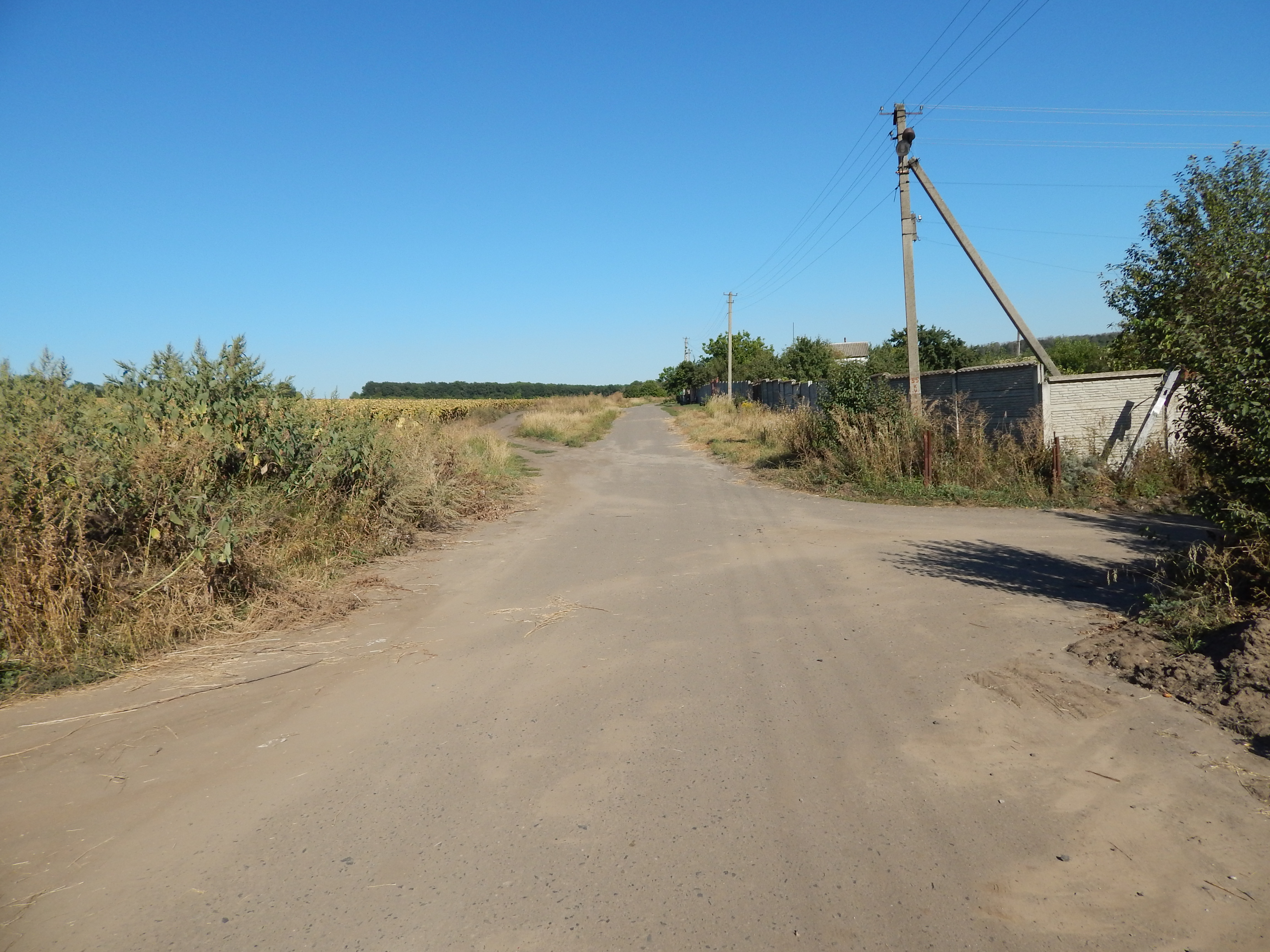

拜拉克（烏克蘭語：Байрак）是位於烏克蘭東部的村莊，由哈爾科夫州哈爾科夫區的維利希夫卡市鎮負責管轄。該村始建於1923年，面積0.22平方公里，海拔高度151米，2001年人口77，人口密度每平方公里350人。